# Nicholas Woodall
Nicholas Woodall (fl. 1718, prénom épelé aussi Nickolas, nom épelé aussi Woodale) est un pirate et un contrebandier anglais, actif dans les Caraïbes. Il est surtout connu pour avoir collaboré avec Charles Vane et Benjamin Hornigold.

## Biographie
En septembre 1717, le roi George offre le pardon à tous les pirates qui rendront les armes avant le mois de septembre suivant. Le capitaine Vincent Pearse du HMS Phoenix se rend dans les Caraïbes en mars 1718 pour annoncer la nouvelle, capturant alors Charles Vane, qui avait refusé l'offre de pardon. Hornigold, Francis Leslie, Josiah Burgess et Thomas Nichols - tous chefs de bandes de pirates - exhortent Pearse de libérer Vane, afin d'envoyer un signal de bonne foi aux autres pirates. Pearse accepte et ce seront plus de 200 pirates qui déposeront alors les armes, dont Nicholas Woodall.
Vane reprend ses activités de pirate peu de temps après. Après avoir capturé les navires Empereur et Neptune au large de la province de Caroline du Sud en août 1718, il leur ordonne de le suivre à Green Turtle Key près d'Abaco, où Vane et son équipage pillent les deux navires et carènent leur propre brigantin. En septembre 1718, ils se préparaient à laisser les deux navires repartir lorsqu'un sloop s'approche. Le nouveau venu était le Wolf (ou Woolfe), navire de 30 tonneaux commandé par Woodall. Il avait été autorisé à quitter New Providence pour aller à la chasse aux tortues mais, en réalité, il fournissait clandestinement Vane en munitions et autres fournitures. Après que Woodall a annoncé que le gouverneur Woodes Rogers avait gracié de nombreux pirates et sévi contre d'autres, les hommes de Vane sont devenus furieux. Ils décident de laisser l'Empereur repartir mais sabotent le Neptune après avoir menacé son capitaine et son équipage de les abandonner sur une île déserte. Woodall charge les marchandises de Neptune à bord de son navire et repart aux côtés de Vane.
Hornigold et John Cockram avaient suivi Vane et rendent visite aux membres d'équipage du Neptune, qui leur parlent de Vane et Woodall. Hornigold part à la poursuite des pirates. Vane parvient à s'échapper mais Hornigold à dépasser et capturer le Wolf. Le gouverneur Rogers, saisissant le Wolf et emprisonnant Woodall, est impressionné par la compétence et la loyauté de Hornigold : « le capitaine Hornigold a fait preuve d'honnêteté et contrarié ses vieux amis en s'emparant de ce navire. Il divise ces gens-là et me rend plus fort que ce à quoi je m'attendais.» Vane retourne à Abaco et menace l'équipage du Neptune avant de repartir à nouveau. Hornigold et Cockram reviennent ensuite avec plusieurs petits navires, sauvant l'équipage du Neptune.
En octobre 1718, le gouverneur Rogers écrit au Conseil du commerce et des plantations que Woodall est toujours emprisonné, car Rogers n'avait pas l'autorité officielle pour juger les pirates capturés : « n'ayant pas encore le pouvoir d'en faire un exemple ici, il reste aux fers en attendant d'être renvoyé chez lui en Angleterre par le prochain navire ». Plus tard dans le mois, Hornigold capture John Auger, un autre pirate qui avait accepté le pardon mais était retourné à la piraterie. Bien que n'ayant toujours pas le pouvoir de convoquer un tribunal maritime pour juger Auger et son équipage, Roger décide d'organiser leur procès, documentant la procédure et envoyant des copies en Angleterre. Il a peut-être renvoyé Woodall en Angleterre pour son procès, comme promis, étant donné que le nom de Woodall n'apparaît pas dans les documents du procès d'Auger. Mais comme Rogers était prêt à exécuter des pirates de sa propre autorité, il est possible que Woodall ait été pendu sur place.